# Relaciones Costa Rica-Granada
Las relaciones Costa Rica-Granada se refieren a las relaciones internacionales que existen entre Costa Rica y Granada.
Los Embajadores de Costa Rica en Granada, todos concurrentes, han sido Virginia Castro Odio de Trigueros (Embajador en Venezuela, 1979-1982), José de Jesús Conejo Amador (Embajador de carrera en Jamaica, 1996-1998) y Carlos Isidro Echeverría Perera (Embajador en Trinidad y Tobago, acreditado en St. George's el 23 de marzo de 2000). En enero de 2001 el embajador Echeverría visitó Granada para asistir a los actos cívicos del aniversario de la independencia y se reunió con el Primer Ministro Keith Michael y varios miembros de su gabinete, con quienes discutió temas de interés bilateral. Las autoridades granadinas solicitaron cooperación costarricense en las áreas de agricultura, educación y turismo.